# کلیو مولر

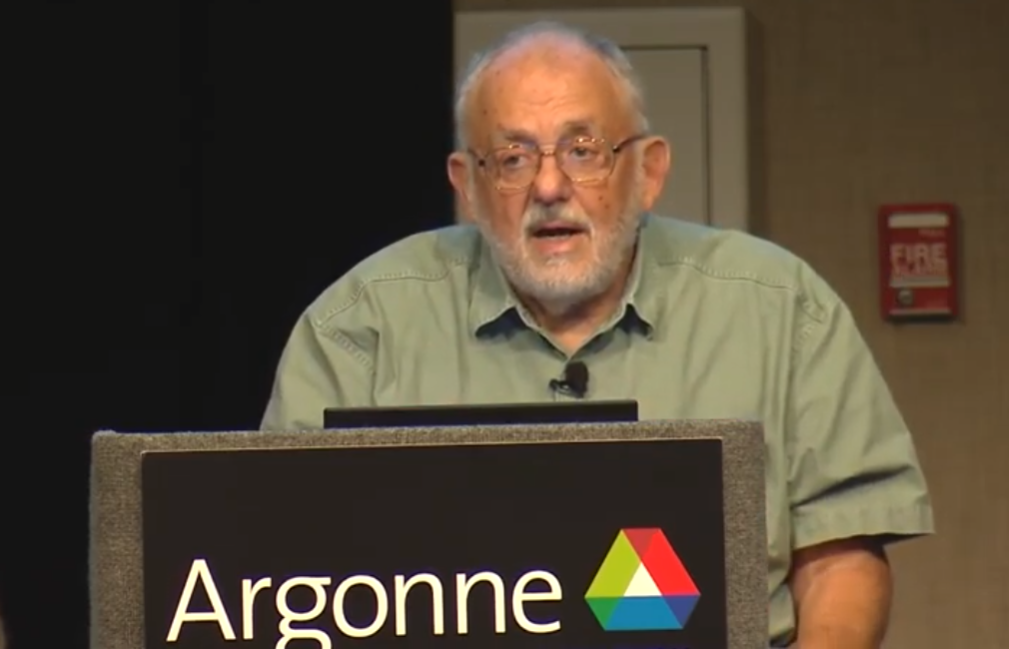
کلیو مولر

کلیو مولر (انگلیسی: Cleve Moler؛ زادهٔ ۱۷ اوت ۱۹۳۹) یک ریاضی‌دان و برنامه‌نویس در زمینه تحلیل عددی اهل ایالات متحده آمریکا است. در اوایل دهه ۱۹۷۰ میلادی، وی یکی از نویسندگان کتابخانه‌های محاسبات عددی (LINPACK و EISPACK) به زبان فورترن (Fortran) بود